# Beretta ARX 200
L'ARX 200 è un fucile da battaglia italiano camerato per il calibro 7,62 × 51 mm NATO, sviluppato e prodotto dalla Beretta a partire dall'ARX 160. È facile da convertire in 7,62 × 39 mm e 5,56 × 45 mm NATO
Il fucile è stato ideato per marksman, quindi per fornire un supporto di fuoco di precisione a livello di squadra di fanteria a distanza maggiore da quella raggiungibile con il calibro 5,56 mm NATO, più leggero.
L’arma è integrata dall’ottica ICS (Innovative Combat Sight) Steiner.

## Versioni
- Standard
- Forze speciali (con canna da "12")
- DMR (Designated marksman rifle)

## Sviluppo e progettazione
Il Beretta ARX 200 è stato sviluppato per soddisfare le esigenze dell'Esercito Italiano, che richiedeva un'arma automatica per tiratori esperti in calibro 7,62×51 mm NATO. Questo sviluppo risponde alla necessità di colmare il gap tattico emerso dopo la transizione al calibro 5,56×45 mm NATO nelle armi di squadra. :contentReference[oaicite:0]{index=0}

## Caratteristiche tecniche
L'ARX 200 presenta le seguenti specifiche:
- Canna: 16 pollici (406 mm) completamente flottante.
- Costruzione: combinazione di polimero e alluminio per garantire leggerezza e robustezza.
- Sistema di funzionamento: pistone a gas con valvola regolatrice a tre posizioni.
- Controlli: completamente ambidestri, inclusi leva di sgancio dell'otturatore, bottone di sgancio del caricatore e selettore di fuoco.
- Calcio: telescopico e pieghevole, con poggiaguancia regolabile.
- Slitte: presenti su tutti e quattro i lati per l'installazione di accessori.

## Varianti e modularità
Oltre alla versione standard con canna da 16 pollici, è stata sviluppata una variante con canna da 12 pollici per operazioni in ambienti ristretti (CQB). L'ARX 200 può essere facilmente convertito per l'uso di munizioni 7,62×39 mm e 5,56×45 mm NATO, offrendo flessibilità operativa. :contentReference[oaicite:2]{index=2}

## Impiego operativo
L'ARX 200 è attualmente in servizio presso l'Esercito Italiano, fornendo supporto di fuoco di precisione a livello di squadra di fanteria. È stato progettato per operare in condizioni ambientali estreme, garantendo affidabilità e precisione. :contentReference[oaicite:3]{index=3}

## Utilizzatori
- Esercito argentino, 40-50.000 esemplari ordinati ma non ancora assegnati.[6]
- Esercito Italiano, 1300 esemplari ordinati distribuzione ai reparti cominciata nel 2018[3]
- Polizia Nazionale Keniota, dal 2017 [7]
- Forze armate del Qatar per la sostituzione dell’M16. Produzione a Doha.
- Forze armate dell'Ucraina[8]